# Columbus (Pennsylvanie)
Columbus est une census-designated place située dans le comté de Warren, dans l’État de Pennsylvanie, aux États-Unis. Lors du recensement de 2020, elle compte 678 habitants.